# Canton des Coteaux
Le canton des Coteaux est une circonscription électorale française du département des Hautes-Pyrénées.

## Histoire
Un nouveau découpage territorial des Hautes-Pyrénées entre en vigueur à l'occasion des élections départementales de 2015. Il est défini par le décret du 25 février 2014, en application des lois du 17 mai 2013 (loi organique 2013-402 et loi 2013-403). Les conseillers départementaux sont, à compter de ces élections, élus au scrutin majoritaire binominal mixte. Les électeurs de chaque canton élisent au Conseil départemental, nouvelle appellation du Conseil général, deux membres de sexe différent, qui se présentent en binôme de candidats. Les conseillers départementaux sont élus pour 6 ans au scrutin binominal majoritaire à deux tours, l'accès au second tour nécessitant 12,5 % des inscrits au 1er tour. En outre la totalité des conseillers départementaux est renouvelée. Ce nouveau mode de scrutin nécessite un redécoupage des cantons dont le nombre est divisé par deux avec arrondi à l'unité impaire supérieure si ce nombre n'est pas entier impair, assorti de conditions de seuils minimaux. Dans les Hautes-Pyrénées, le nombre de cantons passe ainsi de 34 à 17.
Le canton des Coteaux est formé de communes des anciens cantons de Trie-sur-Baïse (22 communes), de Castelnau-Magnoac (28 communes) et de Pouyastruc (27 communes). Il est entièrement inclus dans l'arrondissement de Tarbes. Le bureau centralisateur est situé à Trie-sur-Baïse.

## Représentation
| Période élective | Période élective | Mandat | Mandat   | Identité        | Nuance | Nuance | Qualité |
| ---------------- | ---------------- | ------ | -------- | --------------- | ------ | ------ | --- |
| 2015             | 2021             | 2015   | 2021     | Bernard Verdier |        | LREM   | Ancien conseiller général du canton de Castelnau-Magnoac (1988-2015) maire de Castelnau-Magnoac président du Pays des Coteaux depuis 1995 Président de la Communauté de communes 6e vice-président du Conseil départemental chargé du développement durable |
| 2015             | 2021             | 2015   | 2021     | Monique Lamon   |        | PRG    | Responsable des affaires réglementaires, européennes dans un laboratoire d'équipements médicaux maire de Souyeaux |
| 2021             | 2028             | 2021   | en cours | Monique Lamon   |        | PRG    | Conseillère sortante, maire adjointe de Souyeaux, 9ème Vice-Présidente du conseil départemental |
| 2021             | 2028             | 2021   | en cours | Bernard Verdier |        | LREM   | Conseiller sortant, 3ème Vice-Président du conseil départemental |

### Résultats détaillés

#### Élections de mars 2015
À l'issue du 1er tour des élections départementales de 2015, deux binômes sont en ballottage : Monique Lamon et Bernard Verdier (PRG, 47,93 %) et Jean-Pierre Grasset et Elene Tallis (Union de la Gauche, 20,97 %). Le taux de participation est de 61,24 % (5 851 votants sur 9 554 inscrits) contre 54,65 % au niveau départemental et 50,17 % au niveau national.
Au second tour, Monique Lamon et Bernard Verdier (PRG) sont élus avec 64,99 % des suffrages exprimés et un taux de participation de 59,2 % (3 165 voix pour 5 647 votants et 9 539 inscrits).
Bernard Verdier est membre de LREM. Monique Lamon est apparentée au groupe PRG.

#### Élections de juin 2021
Le premier tour des élections départementales de 2021 est marqué par un très faible taux de participation (33,26 % au niveau national). Dans le canton des Coteaux, ce taux de participation est de 49,16 % (4 700 votants sur 9 561 inscrits) contre 39,47 % au niveau départemental. À l'issue de ce premier tour, deux binômes sont en ballottage : Monique Lamon et Bernard Verdier (Divers, 53,52 %) et Sabine Cha et Jean-Pierre Grasset (DVG, 46,48 %).
Le second tour des élections est marqué une nouvelle fois par une abstention massive équivalente au premier tour. Les taux de participation sont de 34,36 % au niveau national, 39,92 % dans le département et 53,27 % dans le canton des Coteaux. Monique Lamon et Bernard Verdier (Divers) sont élus avec 51,6 % des suffrages exprimés (2 492 voix pour 5 093 votants et 9 561 inscrits),,.

## Composition
Le canton des Coteaux comprend soixante-dix-sept communes entières.
| Nom                                    | Code Insee | Intercommunalité                 | Superficie (km2) | Population (dernière pop. légale) | Densité (hab./km2) | Modifier                                    |
| -------------------------------------- | ---------- | -------------------------------- | ---------------- | --------------------------------- | ------------------ | ------------------------------------------- |
| Trie-sur-Baïse (bureau centralisateur) | 65452      | CC du Pays de Trie et du Magnoac | 11,20            | 993 (2022)                        | 89                 | modifier les données · modifier les données |
| Antin                                  | 65015      | CC du Pays de Trie et du Magnoac | 7,46             | 94 (2022)                         | 13                 | modifier les données · modifier les données |
| Aries-Espénan                          | 65026      | CC du Pays de Trie et du Magnoac | 5,55             | 86 (2022)                         | 15                 | modifier les données · modifier les données |
| Aubarède                               | 65044      | CC des Coteaux du Val d'Arros    | 4,85             | 286 (2022)                        | 59                 | modifier les données · modifier les données |
| Barthe                                 | 65068      | CC du Pays de Trie et du Magnoac | 1,35             | 26 (2022)                         | 19                 | modifier les données · modifier les données |
| Bazordan                               | 65074      | CC du Pays de Trie et du Magnoac | 9,22             | 109 (2022)                        | 12                 | modifier les données · modifier les données |
| Bernadets-Debat                        | 65085      | CC du Pays de Trie et du Magnoac | 8,77             | 99 (2022)                         | 11                 | modifier les données · modifier les données |
| Betbèze                                | 65088      | CC du Pays de Trie et du Magnoac | 3,45             | 46 (2022)                         | 13                 | modifier les données · modifier les données |
| Betpouy                                | 65090      | CC du Pays de Trie et du Magnoac | 4,15             | 74 (2022)                         | 18                 | modifier les données · modifier les données |
| Bonnefont                              | 65095      | CC du Pays de Trie et du Magnoac | 15,37            | 319 (2022)                        | 21                 | modifier les données · modifier les données |
| Bouilh-Péreuilh                        | 65103      | CC des Coteaux du Val d'Arros    | 7,85             | 121 (2022)                        | 15                 | modifier les données · modifier les données |
| Boulin                                 | 65104      | CC des Coteaux du Val d'Arros    | 2,52             | 300 (2022)                        | 119                | modifier les données · modifier les données |
| Bugard                                 | 65110      | CC du Pays de Trie et du Magnoac | 5,32             | 97 (2022)                         | 18                 | modifier les données · modifier les données |
| Cabanac                                | 65115      | CC des Coteaux du Val d'Arros    | 5,56             | 304 (2022)                        | 55                 | modifier les données · modifier les données |
| Campuzan                               | 65126      | CC du Pays de Trie et du Magnoac | 6,62             | 144 (2022)                        | 22                 | modifier les données · modifier les données |
| Castelnau-Magnoac                      | 65129      | CC du Pays de Trie et du Magnoac | 12,56            | 765 (2022)                        | 61                 | modifier les données · modifier les données |
| Castelvieilh                           | 65131      | CC des Coteaux du Val d'Arros    | 5,31             | 243 (2022)                        | 46                 | modifier les données · modifier les données |
| Castéra-Lou                            | 65133      | CC des Coteaux du Val d'Arros    | 4,82             | 225 (2022)                        | 47                 | modifier les données · modifier les données |
| Casterets                              | 65134      | CC du Pays de Trie et du Magnoac | 1,86             | 17 (2022)                         | 9,1                | modifier les données · modifier les données |
| Caubous                                | 65136      | CC du Pays de Trie et du Magnoac | 3,77             | 30 (2022)                         | 8,0                | modifier les données · modifier les données |
| Chelle-Debat                           | 65142      | CC des Coteaux du Val d'Arros    | 8,69             | 215 (2022)                        | 25                 | modifier les données · modifier les données |
| Cizos                                  | 65148      | CC du Pays de Trie et du Magnoac | 7,61             | 136 (2022)                        | 18                 | modifier les données · modifier les données |
| Collongues                             | 65151      | CC des Coteaux du Val d'Arros    | 2,14             | 152 (2022)                        | 71                 | modifier les données · modifier les données |
| Coussan                                | 65153      | CC des Coteaux du Val d'Arros    | 3,12             | 110 (2022)                        | 35                 | modifier les données · modifier les données |
| Devèze                                 | 65155      | CC du Pays de Trie et du Magnoac | 5,05             | 50 (2022)                         | 9,9                | modifier les données · modifier les données |
| Dours                                  | 65156      | CC des Coteaux du Val d'Arros    | 4,99             | 219 (2022)                        | 44                 | modifier les données · modifier les données |
| Estampures                             | 65170      | CC du Pays de Trie et du Magnoac | 5,56             | 74 (2022)                         | 13                 | modifier les données · modifier les données |
| Fontrailles                            | 65177      | CC du Pays de Trie et du Magnoac | 8,99             | 168 (2022)                        | 19                 | modifier les données · modifier les données |
| Fréchède                               | 65178      | CC du Pays de Trie et du Magnoac | 5,43             | 47 (2022)                         | 8,7                | modifier les données · modifier les données |
| Gaussan                                | 65187      | CC du Pays de Trie et du Magnoac | 7,72             | 94 (2022)                         | 12                 | modifier les données · modifier les données |
| Gonez                                  | 65204      | CC des Coteaux du Val d'Arros    | 1,08             | 29 (2022)                         | 27                 | modifier les données · modifier les données |
| Guizerix                               | 65213      | CC du Pays de Trie et du Magnoac | 7,20             | 116 (2022)                        | 16                 | modifier les données · modifier les données |
| Hachan                                 | 65214      | CC du Pays de Trie et du Magnoac | 1,86             | 46 (2022)                         | 25                 | modifier les données · modifier les données |
| Hourc                                  | 65225      | CC des Coteaux du Val d'Arros    | 2,00             | 109 (2022)                        | 55                 | modifier les données · modifier les données |
| Jacque                                 | 65232      | CC des Coteaux du Val d'Arros    | 1,87             | 67 (2022)                         | 36                 | modifier les données · modifier les données |
| Lalanne                                | 65249      | CC du Pays de Trie et du Magnoac | 6,56             | 100 (2022)                        | 15                 | modifier les données · modifier les données |
| Lalanne-Trie                           | 65250      | CC du Pays de Trie et du Magnoac | 4,92             | 118 (2022)                        | 24                 | modifier les données · modifier les données |
| Lamarque-Rustaing                      | 65253      | CC du Pays de Trie et du Magnoac | 2,79             | 54 (2022)                         | 19                 | modifier les données · modifier les données |
| Lansac                                 | 65259      | CC des Coteaux du Val d'Arros    | 3,87             | 181 (2022)                        | 47                 | modifier les données · modifier les données |
| Lapeyre                                | 65260      | CC du Pays de Trie et du Magnoac | 3,57             | 91 (2022)                         | 25                 | modifier les données · modifier les données |
| Laran                                  | 65261      | CC du Pays de Trie et du Magnoac | 3,44             | 46 (2022)                         | 13                 | modifier les données · modifier les données |
| Larroque                               | 65263      | CC du Pays de Trie et du Magnoac | 6,89             | 98 (2022)                         | 14                 | modifier les données · modifier les données |
| Laslades                               | 65265      | CC des Coteaux du Val d'Arros    | 5,26             | 343 (2022)                        | 65                 | modifier les données · modifier les données |
| Lassales                               | 65266      | CC du Pays de Trie et du Magnoac | 2,52             | 37 (2022)                         | 15                 | modifier les données · modifier les données |
| Lizos                                  | 65276      | CC des Coteaux du Val d'Arros    | 1,73             | 112 (2022)                        | 65                 | modifier les données · modifier les données |
| Louit                                  | 65285      | CC des Coteaux du Val d'Arros    | 5,04             | 198 (2022)                        | 39                 | modifier les données · modifier les données |
| Lubret-Saint-Luc                       | 65288      | CC du Pays de Trie et du Magnoac | 5,61             | 61 (2022)                         | 11                 | modifier les données · modifier les données |
| Luby-Betmont                           | 65289      | CC du Pays de Trie et du Magnoac | 7,16             | 105 (2022)                        | 15                 | modifier les données · modifier les données |
| Lustar                                 | 65293      | CC du Pays de Trie et du Magnoac | 4,91             | 97 (2022)                         | 20                 | modifier les données · modifier les données |
| Marquerie                              | 65298      | CC des Coteaux du Val d'Arros    | 3,46             | 86 (2022)                         | 25                 | modifier les données · modifier les données |
| Marseillan                             | 65301      | CC des Coteaux du Val d'Arros    | 4,40             | 267 (2022)                        | 61                 | modifier les données · modifier les données |
| Mazerolles                             | 65308      | CC du Pays de Trie et du Magnoac | 6,33             | 110 (2022)                        | 17                 | modifier les données · modifier les données |
| Monléon-Magnoac                        | 65315      | CC du Pays de Trie et du Magnoac | 19,66            | 408 (2022)                        | 21                 | modifier les données · modifier les données |
| Monlong                                | 65316      | CC du Pays de Trie et du Magnoac | 7,21             | 109 (2022)                        | 15                 | modifier les données · modifier les données |
| Mun                                    | 65326      | CC des Coteaux du Val d'Arros    | 4,81             | 77 (2022)                         | 16                 | modifier les données · modifier les données |
| Oléac-Debat                            | 65332      | CC des Coteaux du Val d'Arros    | 1,94             | 183 (2022)                        | 94                 | modifier les données · modifier les données |
| Organ                                  | 65336      | CC du Pays de Trie et du Magnoac | 2,73             | 29 (2022)                         | 11                 | modifier les données · modifier les données |
| Osmets                                 | 65342      | CC du Pays de Trie et du Magnoac | 4,88             | 91 (2022)                         | 19                 | modifier les données · modifier les données |
| Peyret-Saint-André                     | 65358      | CC du Pays de Trie et du Magnoac | 6,25             | 63 (2022)                         | 10                 | modifier les données · modifier les données |
| Peyriguère                             | 65359      | CC des Coteaux du Val d'Arros    | 4,17             | 21 (2022)                         | 5,0                | modifier les données · modifier les données |
| Pouy                                   | 65368      | CC du Pays de Trie et du Magnoac | 1,92             | 40 (2022)                         | 21                 | modifier les données · modifier les données |
| Pouyastruc                             | 65369      | CC des Coteaux du Val d'Arros    | 11,60            | 650 (2022)                        | 56                 | modifier les données · modifier les données |
| Puntous                                | 65373      | CC du Pays de Trie et du Magnoac | 8,85             | 158 (2022)                        | 18                 | modifier les données · modifier les données |
| Puydarrieux                            | 65374      | CC du Pays de Trie et du Magnoac | 13,99            | 231 (2022)                        | 17                 | modifier les données · modifier les données |
| Sabalos                                | 65380      | CC des Coteaux du Val d'Arros    | 2,20             | 148 (2022)                        | 67                 | modifier les données · modifier les données |
| Sadournin                              | 65383      | CC du Pays de Trie et du Magnoac | 12,41            | 196 (2022)                        | 16                 | modifier les données · modifier les données |
| Sariac-Magnoac                         | 65404      | CC du Pays de Trie et du Magnoac | 10,93            | 159 (2022)                        | 15                 | modifier les données · modifier les données |
| Sère-Rustaing                          | 65423      | CC du Pays de Trie et du Magnoac | 5,29             | 128 (2022)                        | 24                 | modifier les données · modifier les données |
| Soréac                                 | 65430      | CC des Coteaux du Val d'Arros    | 2,31             | 46 (2022)                         | 20                 | modifier les données · modifier les données |
| Souyeaux                               | 65436      | CC des Coteaux du Val d'Arros    | 6,02             | 300 (2022)                        | 50                 | modifier les données · modifier les données |
| Thermes-Magnoac                        | 65442      | CC du Pays de Trie et du Magnoac | 10,83            | 230 (2022)                        | 21                 | modifier les données · modifier les données |
| Thuy                                   | 65443      | CC des Coteaux du Val d'Arros    | 0,53             | 18 (2022)                         | 34                 | modifier les données · modifier les données |
| Tournous-Darré                         | 65448      | CC du Pays de Trie et du Magnoac | 5,63             | 78 (2022)                         | 14                 | modifier les données · modifier les données |
| Vidou                                  | 65461      | CC du Pays de Trie et du Magnoac | 4,96             | 81 (2022)                         | 16                 | modifier les données · modifier les données |
| Vieuzos                                | 65468      | CC du Pays de Trie et du Magnoac | 4,93             | 49 (2022)                         | 9,9                | modifier les données · modifier les données |
| Villembits                             | 65474      | CC du Pays de Trie et du Magnoac | 5,25             | 110 (2022)                        | 21                 | modifier les données · modifier les données |
| Villemur                               | 65475      | CC du Pays de Trie et du Magnoac | 3,71             | 65 (2022)                         | 18                 | modifier les données · modifier les données |
| Canton des Coteaux                     | 6503       |                                  | 442,34           | 11 782 (2022)                     | 27                 | modifier les données                        |

## Démographie
En 2022, le canton comptait 11 782 habitants, en évolution de −1,77 % par rapport à 2016 (Hautes-Pyrénées : +1,59 %, France hors Mayotte : +2,11 %).
| 2013   | 2018   | 2022   |
| ------ | ------ | ------ |
| 11 927 | 11 887 | 11 782 |